# 小野沢智子
小野沢 智子（おのざわ ともこ、1963年〈昭和38年〉3月2日 - ）は、日本の女優。新潟県南魚沼郡出身。しまだプロダクション所属。

## 来歴
新潟県立六日町女子高等学校（現・新潟県立八海高等学校）卒業。1986年、円演劇研究所に研究生として入所、同年に演劇集団 円に所属。1987年12月19日公開の東宝東和配給映画『ドン松五郎の大冒険』にてデビュー。本格的なテレビドラマデビューは1988年3月29日に火曜サスペンス劇場枠にて放送された『花園の迷宮』。
所属事務所は、当初は円企画（1988年4月よりフリー）。2024年に入って芸名を吉永 鈴（よしなが すず）と改名している。

## 人物
これまで脇役として、様々な役を演じてきた。
どんな役でも自然に演じられる。
天然で、明るい性格。

## 出演作品
テレビドラマ

### NHK
- 八百八町夢日記2「花の吉原大脱走」（1992年） - 三雲 役
- 御宿かわせみ
- 麻酔
- 大岡越前

### 日本テレビ
- 火曜サスペンス劇場「花園の迷宮」
- LOVE&PEACE
- 一番大切な人は誰ですか?

### TBS
- スチュワーデス物語
- 愛・女子刑務所
- ドラマ23「あぶないマドンナたち」(1989年8月21日〜8月24日）

### フジテレビ
- 銭形平次 第５シリーズ　５話（1995年）
- バージンロード （1997年1月6日−1997年３月22日）−桜井美幸役（写真出演）（公式サイトではヴァージンロードと誤表記）
- さよなら小津先生

### テレビ朝日
- 特捜最前線
- はぐれ刑事純情派
- 新・御宿かわせみ
- 刑事7人　season３　３話「慈愛」（2017年７月３日）−米沢郁恵役

### テレビ東京
- 隠密・奥の細道18話　（1988年）
- 検事 近松茂道 古都金沢～能登殺人情話
- 黒星警部の密室捜査
- さすらい署長 風間昭平16（2023年） - 清川 役

### 映画
- 肉体の門 （1988年4月9日、東映）−テリー役
- 蔵（1995年10月10日、東映）
- エクレール・お菓子放浪記（2011年5月21日、マジックアワー）

### CM
- 小林製薬「ブルーレットおくだけ」
- 資生堂「city　veil]
- ダイワハウス
- アルファクラブ武蔵野
- ケンタッキー・フライド・チキン「極旨塩だれ　生け花篇」
- 大正製薬「コレステロールと中性脂肪を下げるサプリメント」
- ダイハツ・タント「突然熱弁！安全安心」篇